# Olajzöldes pókhálósgomba
Az olajzöldes pókhálósgomba (Cortinarius venetus) a pókhálósgombafélék családjába tartozó, Európában honos, főleg fenyvesekben élő, nem ehető gombafaj. 

## Megjelenése
Az olajzöldes pókhálósgomba kalapja 2-5 (7) cm széles, alakja fiatalon félgömbszerű, ami domborúvá, idősen szélesen kiterülővé válik; közepén néha tompa púp marad. Széle aláhajló. Felszíne sűrűn, finoman pikkelykés, fiatalon inkább bársonyos. Színe sárgászöld vagy olívzöld, öregen sötét olívbarna.
Húsa vastag, színe fehéres vagy olívszürkés. Szaga és íze retekszerű, kellemetlen. 
Közepesen sűrű lemezei tönkhöz nőttek, sok a féllemez. Színük fiatalon olívzöld, a spórák érésével rozsdabarnává válnak. 
Tönkje 3-7 cm magas és max. 1 cm vastag. Alakja hengeres. Színe sárgás alapon sárgásolívan vagy barnásolívan szálazott. Fiatalon a lemezeket pókhálószerű vélum (fátyol) védi.
Spórapora rozsdabarna. Spórája közel gömb vagy tojásdad alakú, finoman szemölcsös, mérete 6-8 x 5-6,6 µm.  

### Hasonló fajok
Az olajbarna pókhálósgombától nehéz elkülöníteni. 

## Elterjedése és termőhelye
Európában honos. Magyarországon nem gyakori. 
Elsősorban hegyvidéki fenyvesekben él, de ritkábban vegyes erdőben, lomberdőben is előfordulhat. Júliustól októberben terem.  

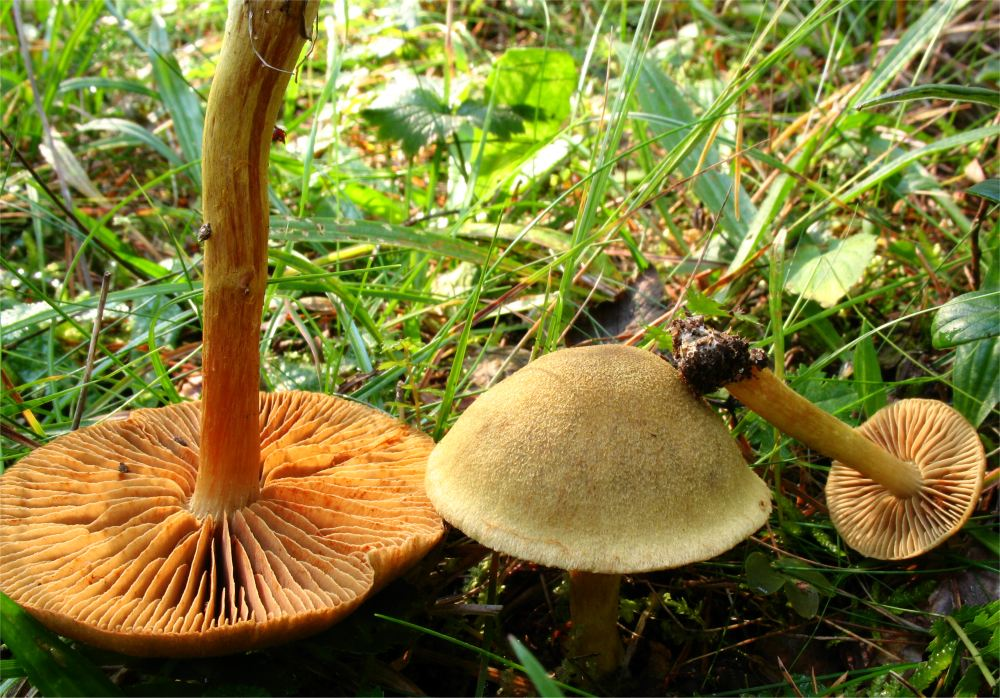
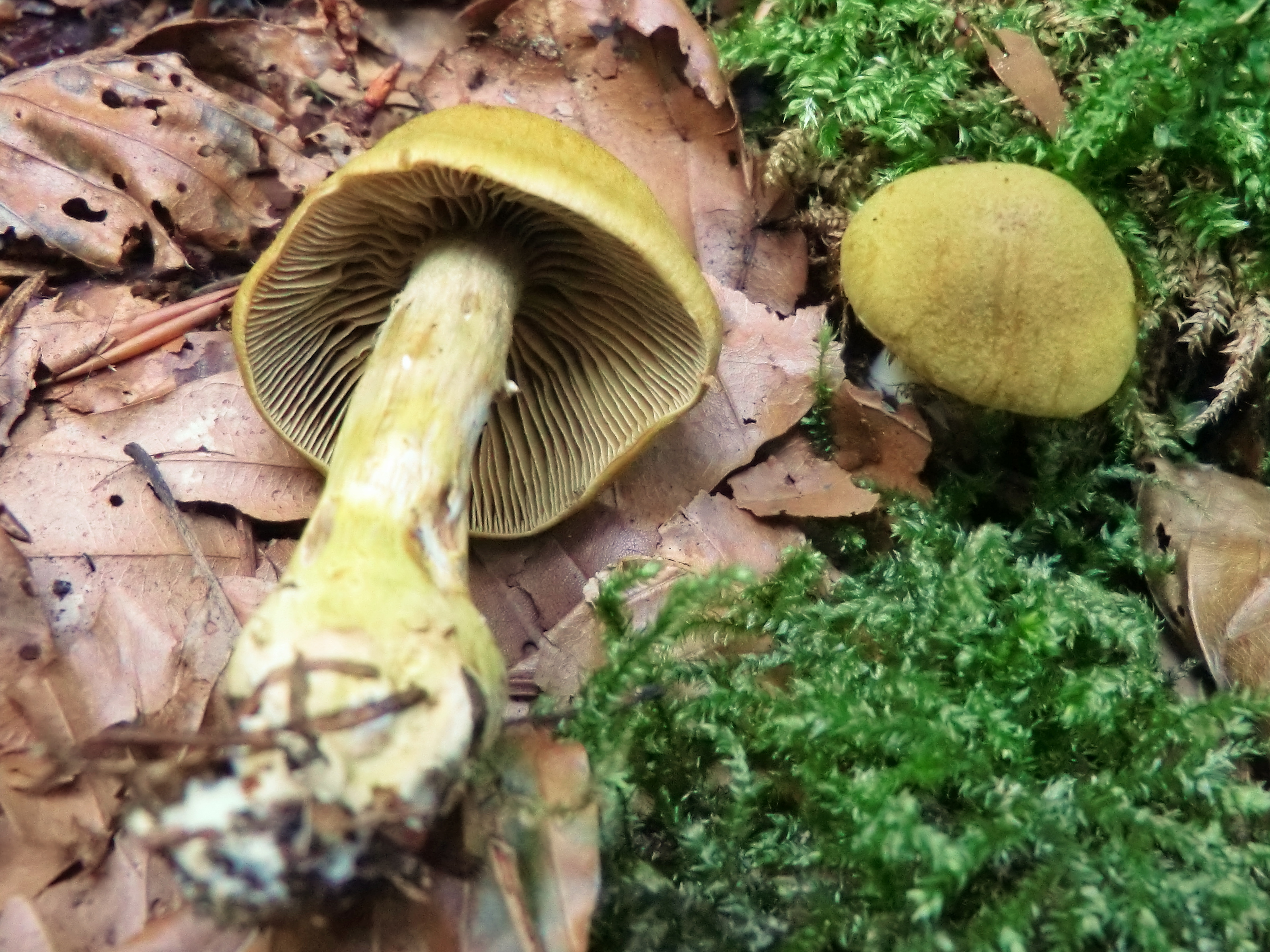
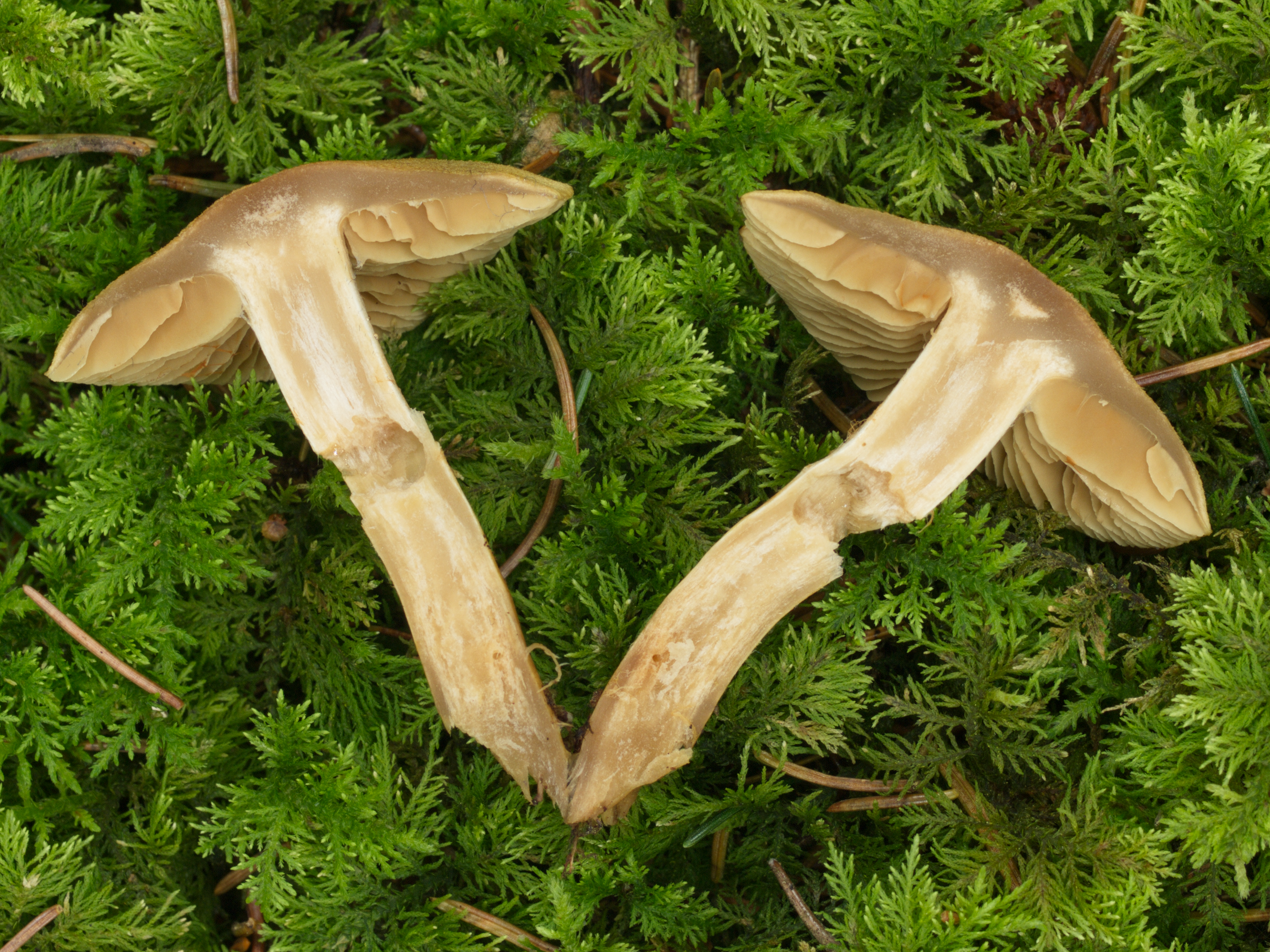
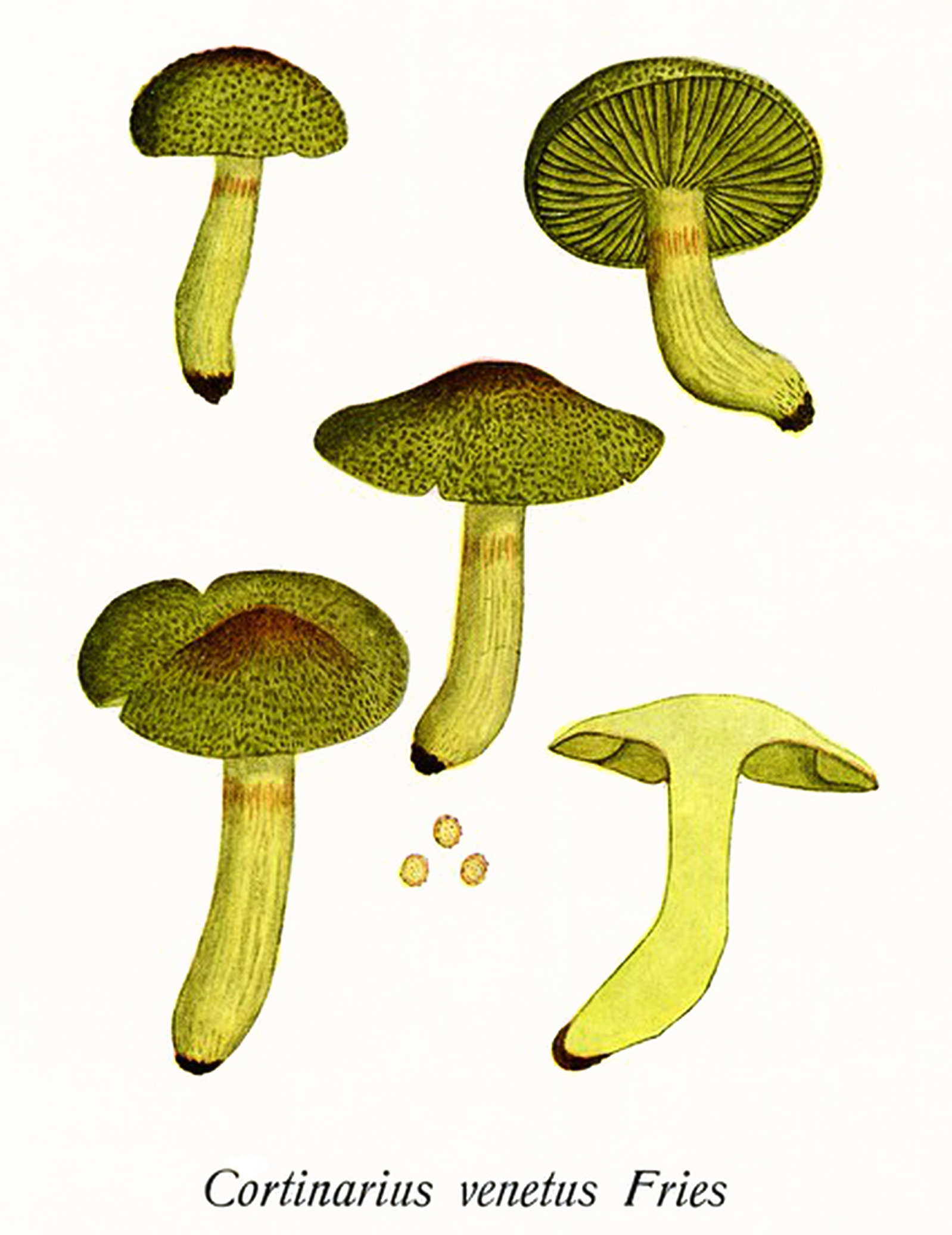
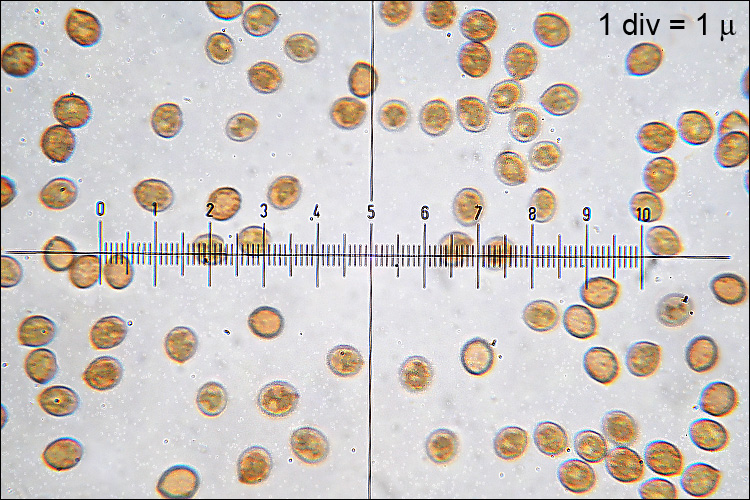

Nem ehető. 